# 피와 살 (영화)
"피와 살"은 1965년 공개된 대한민국의 영화이다.

## 배역
- 최무룡
- 이민자
- 황해
- 백금녀
- 서영춘
- 방성자
- 남미리
- 최지희
- 이해룡
- 황정순
- 이수련
- 최남현